# História de Roraima

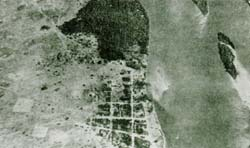
Vista aérea da Boa Vista de 1924, a partir do hidroavião do explorador Hamilton Rice.

A História de Roraima é recente, mas nem por isso pouco conturbada. Várias vezes invadida por diversos países  interessados na região, a pouco assistida Roraima — região localizada no extremo norte do atual Brasil — despertou pouco interesse por parte dos portugueses, especialmente após a chegada da família real ao Rio de Janeiro. Foi bastante cobiçada pelo ingleses, neerlandeses e, especialmente, espanhóis.
Palco de revoltas, massacres, crescimento, exploração e progresso, foram várias as invasões estrangeiras — todas elas neutralizadas pelas forças lusitanas no Forte São Joaquim. Joaquim Nabuco, aclamado advogado pernambucano, defendeu a região diante do rei da Itália no século XIX. Terra que foi município, território federal e estado.
A narração de tal história inicia-se no século XVIII, dois centenários após o descobrimento do Brasil por Cabral nas caravelas portuguesas em 1500.

## Século XVII: a descoberta do rio Branco

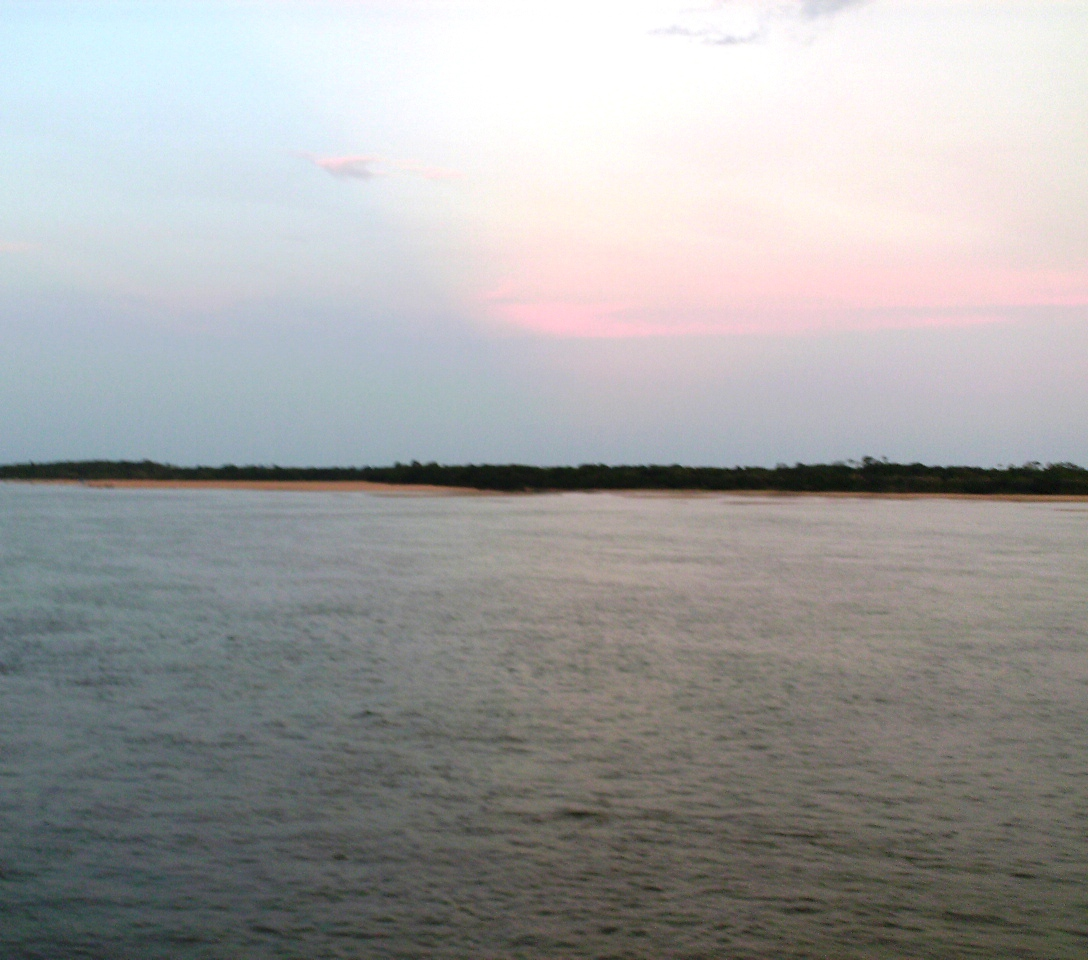
O Rio Branco é o maior e mais importante rio da região.

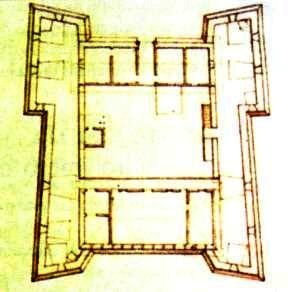
Planta do Forte São Joaquim

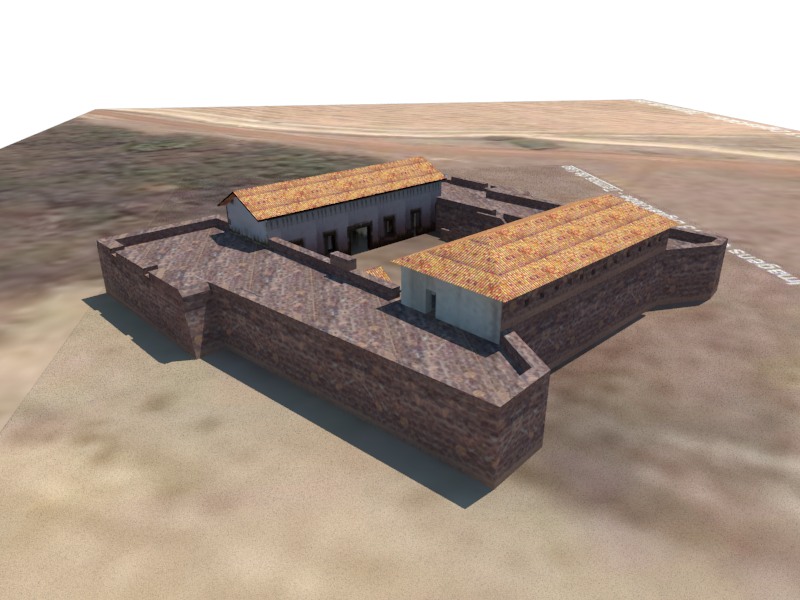
Representação de como seria o forte

Apesar da chegada oficial dos portugueses ao Brasil ter acontecido em 1500, com Pedro Álvares Cabral, foram necessários mais de duzentos anos para que a região do vale do rio Branco fosse encontrada pelos lusitanos. Foi por este rio, que é o principal curso d'água do local, que chegaram os primeiros colonizadores portugueses.
Embora habitada basicamente por índios, não foi tranquila a estadia dos primeiros europeus que lá se instalaram, isso porque a Espanha promovia invasões a essa parte do território colonial de Portugal através da Venezuela, e os neerlandeses através da Guiana. Os portugueses reagiram, derrotando e expulsando os invasores, estabelecendo a soberania portuguesa na região.
O capitão Francisco Ferreira e o padre carmelita Jerônimo Coelho foram os primeiros colonizadores a chegar ao rio Branco. Seus propósitos eram aprisionar índios e recolher ovos de tartaruga para a produção de manteiga.
Após estes, vieram Cristóvão Aires Botelho e Lourenço Belfort, sendo os primeiros a ultrapassarem a Cachoeira do Bem-Querer. José Miguel Aires também subiu o rio Branco, com a meta de aprisionar indígenas e vendê-los para Belém do Pará e São Luís do Maranhão, onde seriam escravizados.
Outro comerciante escravista foi o holandês Nicolau Horstman que, saído de Paramaribo (capital da colônia holandesa sul-americana), atingiu o rio Branco em 1741 e fomentou o comércio de escravos pelos rios Jauaperi e Tacutu àquela colônia.
Os espanhóis, por sua vez, foram responsáveis por um ato tido como utópico pelos olhos lusitanos, quando, entre os anos de 1771 e 1773, invadiram o rio Uraricoera vindos do rio Orinoco, após atravessarem a cordilheira de Pacaraima, ato histórico. Lá fundaram três povoações:
- Santa Bárbara
- São João Batista de Caya Caya
- Santa Rosa

Todavia, não resistiram às forças portuguesas e acabaram também expulsos da região. Diante da cobiça internacional pela região do vale do rio Branco, decidiu-se que seria construída uma fortaleza, o Forte de São Joaquim do rio Branco (hoje desaparecido), um marco para a soberania portuguesa na região.
A construção do forte trouxe uma ilusão de que haviam chegado tempos de prosperidade, com a construção de três povoados (onde os índios foram forçados a habitar): nas margens do rio Uraricoera estava o povoado de Nossa Senhora da Conceição e Santo Antônio, São Felipe (no rio Tacutu) e o povoado de Nossa Senhora do Carmo e Santa Bárbara, no rio Branco. Não houve progresso. Os índios não se sujeitaram às imposições portuguesas e rebelaram-se, abandonando os lugarejos que acabaram por desaparecer.

## Século XVIII: a criação de gado

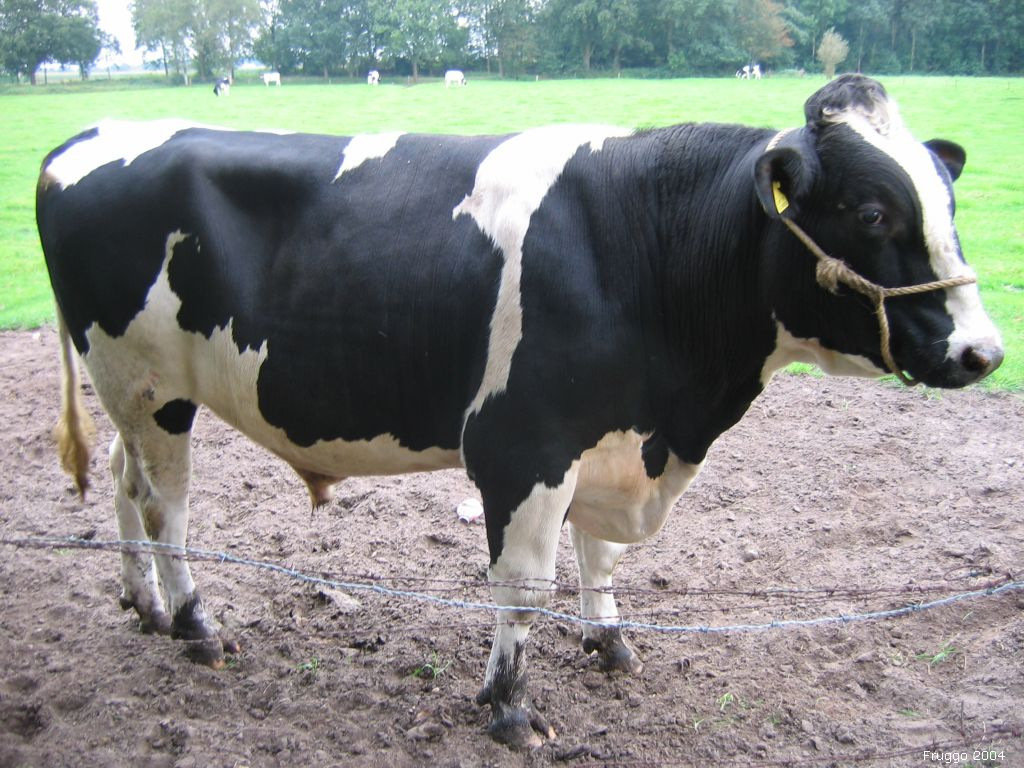
O gado bovino foi, junto ao equino, a primeira criação da região.

O fim do século XVIII marca o início de uma economia baseada na criação de gado, cujo comandante lusitano Manuel da Gama Lobo D'Almada foi o pioneiro quando, em 1789, introduziu o gado bovino e equino na região — dadas as vantajosas condições geográficas —, com o objetivo de manter o homem civilizado naquele lugar. Lobo D'Almada foi enviado pelo general João Pereira Caldas, então governador da província do Grão-Pará.
Em 1790, a partir de distúrbios provocados por indígenas, ocorreu a revolta da praia de sangue. O nome deve-se ao fato de tantos soldados e índios terem sido mortos que tingiram as águas do rio Branco de sangue.
As criações (que eram desorganizadas, como veremos a seguir), iniciaram-se na fazenda São Bento, às margens do rio Uraricoera, para depois concentrarem-se na fazenda São José e posteriormente estabelecerem-se definitivamente na fazenda São Marcos (que atualmente está dentro dos limites de áreas indígenas estipuladas pela FUNAI), em 1799.

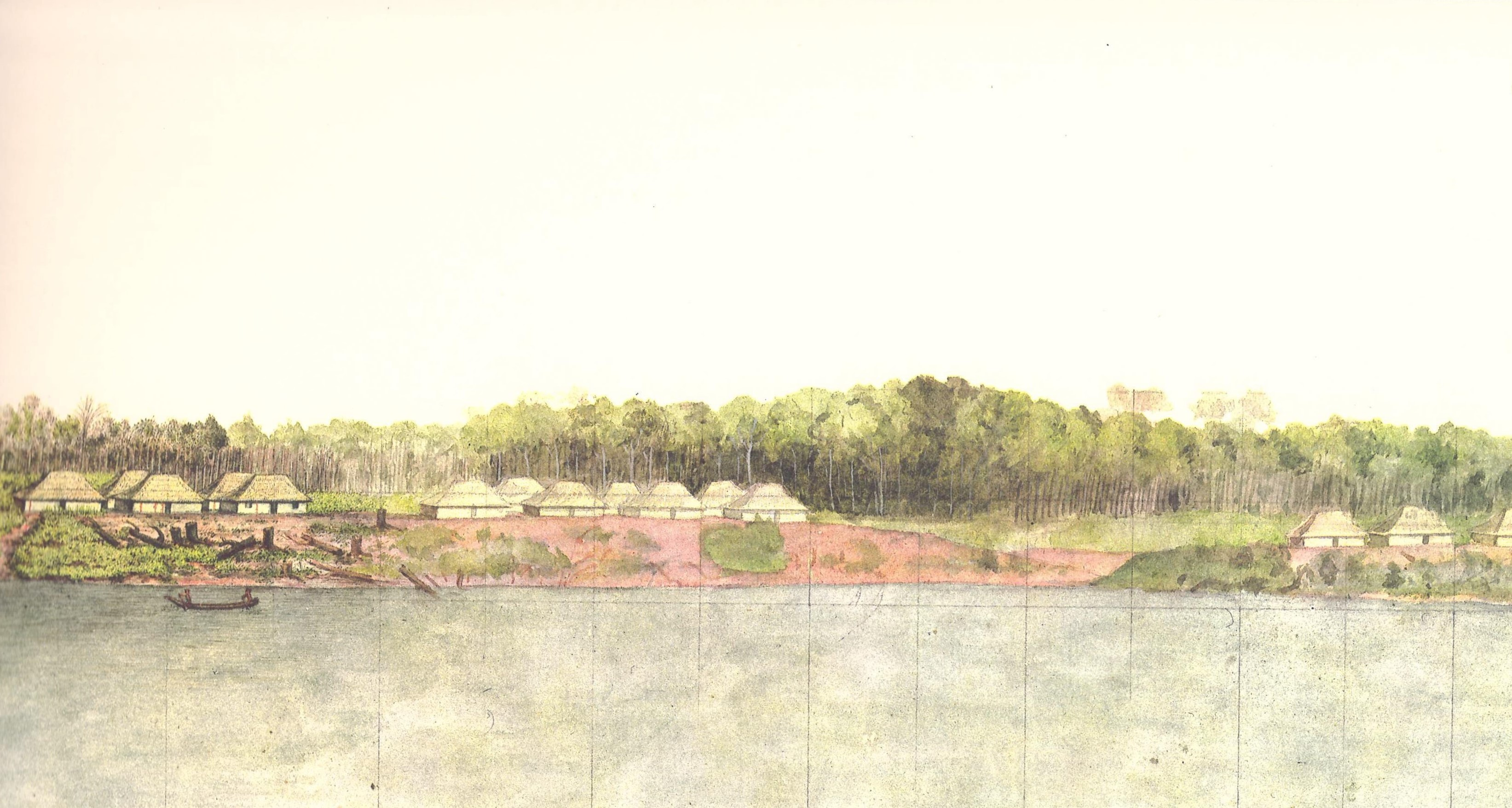
Povoado de Nossa Senhora da Conceição segundo Alexandre Rodrigues Ferreira, final do século XVIII.

Não havia cercados, muros ou quaisquer outros meios de limitação territorial nas áreas de criação de carne de corte, permitindo, assim, uma dispersão dos animais pela região. Alguns comerciantes aproveitaram o gado perdido para roubá-los e iniciarem fazendas próprias. Os índios tornaram-se ótimos vaqueiros, fama que os Macuxis mantêm até hoje.

## Século XIX: a família real e a estagnação econômica
Em 1808 a família real portuguesa transladava-se para o Brasil, a corte foi estabelecida na sede da colônia, os nobres enfrentaram problemas de adaptação com o novo lar. A preocupação passou a ser a criação de condições mínimas para que a realeza vivesse de forma luxuosa e confortável naquele país, da forma como vivia nas terras europeias. Assim, o sul da colônia cresceu rapidamente enquanto o Norte e a Amazônia ficaram desassistidos e abandonados.
Mesmo com o abandono, o Forte São Joaquim, tido como a sentinela da soberania portuguesa, manteve-se erguido por mais de um século. Nesse meio-tempo foram várias as vezes que os soldados lusitanos lutaram contra invasores estrangeiros. Abaixo uma lista dos comandantes do prédio no decorrer da história.
1. Capitão Nicolau de Sá Sarmento (1787)
2. Capitão Inácio Magalhães (1830)
3. Capitão Ambrósio Aires (1835)
4. Capitão José Barros Leal (1839)
5. Major Coelho (1842)
6. Capitão Bento Brasil (1852)
7. Cabo Pedro Rodrigues (1899)

### A questão do Pirara

Mapa com as áreas contestadas pelos ingleses. A escala está levemente desproporcional

A chamada Questão do Pirara constituiu-se, na História das Relações Internacionais do Brasil, num contencioso com a Grã-Bretanha, ao final do século XIX, pela posse da região do Pirara.
Ao enviar para a então Guiana Inglesa em 1835 o explorador alemão Robert Hermann Schomburgk, patrocinado pela Royal Geographical Society sob o pretexto de fazer explorações da riqueza zoobotânica da região, a Inglaterra fomentou uma disputa fronteiriça com o Brasil, em um território a leste de onde hoje está o atual Estado de Roraima, uma região de 33 200 km².
Mais tarde, sob o argumento britânico de o território do Pirara ser ocupado por tribos independentes que reclamavam a proteção inglesa, o Brasil reconheceu provisoriamente a neutralidade da área em litígio e dali retirou seus funcionários e o destacamento militar, com a condição de que as tribos continuassem independentes.
Contudo, em 1842, uma expedição militar liderada por Schomburgk colocou marcos fronteiriços, demarcando a fronteira sem a anuência do governo brasileiro. A questão se prolongou até 1904, quando, por fim, o Brasil aceitou o laudo arbitral do rei Vitor Emanuel III da Itália, que deu ganho de causa aos britânicos, perdendo o Brasil 19 630 km² de seu território (o rei italiano concedeu de volta ao Brasil os outros 13 570 km²) e, consequentemente, os afluentes da bacia do Essequibo. Com a conquista, a Inglaterra obteve acesso às águas do Rio Amazonas pelos rios Ireng e Tacutu.

### NasceBoa Vista

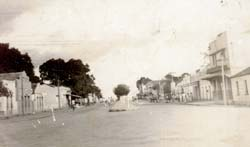
Boa Vista: Avenida Jaime Brasil de 1924

Segundo os dados de 1887 a população de Boa Vista era de mil habitantes.
Em 9 de julho de 1890 o governador amazonense Augusto Ximeno de Ville Roy criou o município de Boa Vista do Rio Branco (hoje simplesmente "Boa Vista"), acreditando que assim incentivaria o crescimento da região do vale do rio Branco.
Outra atitude que contribuiu para o desenvolvimento da região foi a construção de uma vereda ligando Boa Vista a Manaus, vereda essa que transformar-se-ia numa das principais rodovias da região, a BR-174.

## Século XX: Nasce o Território Federal

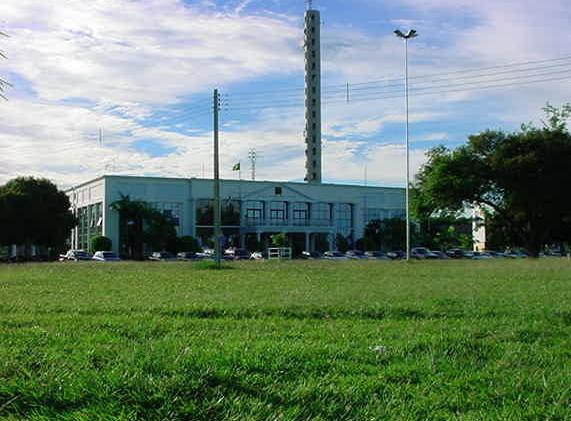
O Palácio Senador Hélio Campos representava não somente o nascimento do Executivo, mas também a independência do Palácio Rio Negro, em Manaus

Em 1943 o então Presidente da República Getúlio Vargas criou, por meio do Decreto-Lei n.° 5.812, de 13 de setembro de 1943, cinco Território Federais: Guaporé (atual estado de Rondônia), Amapá, Ponta Porã (extingo em 1946), Iguassú (grafia da época) (extingo em 1946) e o Território do Rio Branco, antecessor do atual estado de Roraima. Esses Territórios Federais vieram a se somar aos dois Territórios Federais então existentes, Fernando de Noronha (criado no ano anterior, extinto em 1988) e o Acre.
Com a criação do novo Território, criou-se a Divisão de Produção, Terra e Colonização (DPTC), que realizava pesquisas quanto aos recursos naturais do Território, cadastrava terras e organizava colônias agrícolas, entre outras funções.
Primeiros atos do governo
- Construção de 52 residências no Centro da capital;
- Construção dos grupos escolares Lobo D'Almada, Osvaldo Cruz, Professor Diomedes e Afrânio Peixoto;
- Instalação do Curso Normal Regional Monteiro Lobato, que preparava professores, e o Ginásio Euclides da Cunha;
- Constituição da Legião Azul para preparar o terreno da estrada de Mucajaí a Caracaraí;
- Criação das três primeiras colônias agrícolas do Território:
  - Coronel Mota (no Taiano);
  - Braz de Aguiar (no Cantá);
  - Fernando Costa (em Mucajaí)

Para que as colônias acima fossem povoadas, foi feito um grande "pacote" para os imigrantes maranhenses, que contava com:
- Passagem para Boa Vista;
- Hospedagem na capital durante a adaptação;
- Vinte e cinco hectares de terra;
- Ferramentas agrícolas, sementes e mudas, mosquiteiros, remédios, assistência médica e assistência técnica permanente;
- Conjunto mecanizado para a produção de farinha de mandioca;
- 30 mil cruzeiros por seis meses.

Por meio da Lei n.º 4.182, de 13 de dezembro de 1962, o Território do Rio Branco passou a denominar-se Território de Roraima.
Durante as décadas de 1960 e 1970, os militares ampliam a infraestrutura dando suporte para que empresários e trabalhadores se estabeleçam na região. O garimpo — o tema será explicado de forma mais detalhada mais abaixo — também ganha impulso em meados de 1980, e Roraima passa por seu momento de explosão populacional máxima.
Na última década de território federal, foram abertas pelo Governo Federal duas estradas federais, a BR-174 e a BR-210. Ao longo destas foram implantados projetos de colonização às dezenas. Havia, em 1982, 42 colônias agrícolas em fase de implantação. As estradas vicinais são estradas perpendiculares às rodovias que aumentavam a quantidade de lotes e, conseqüentemente, mais famílias colonizadoras (vindas especialmente do Maranhão e do sul do país).

### O garimpo

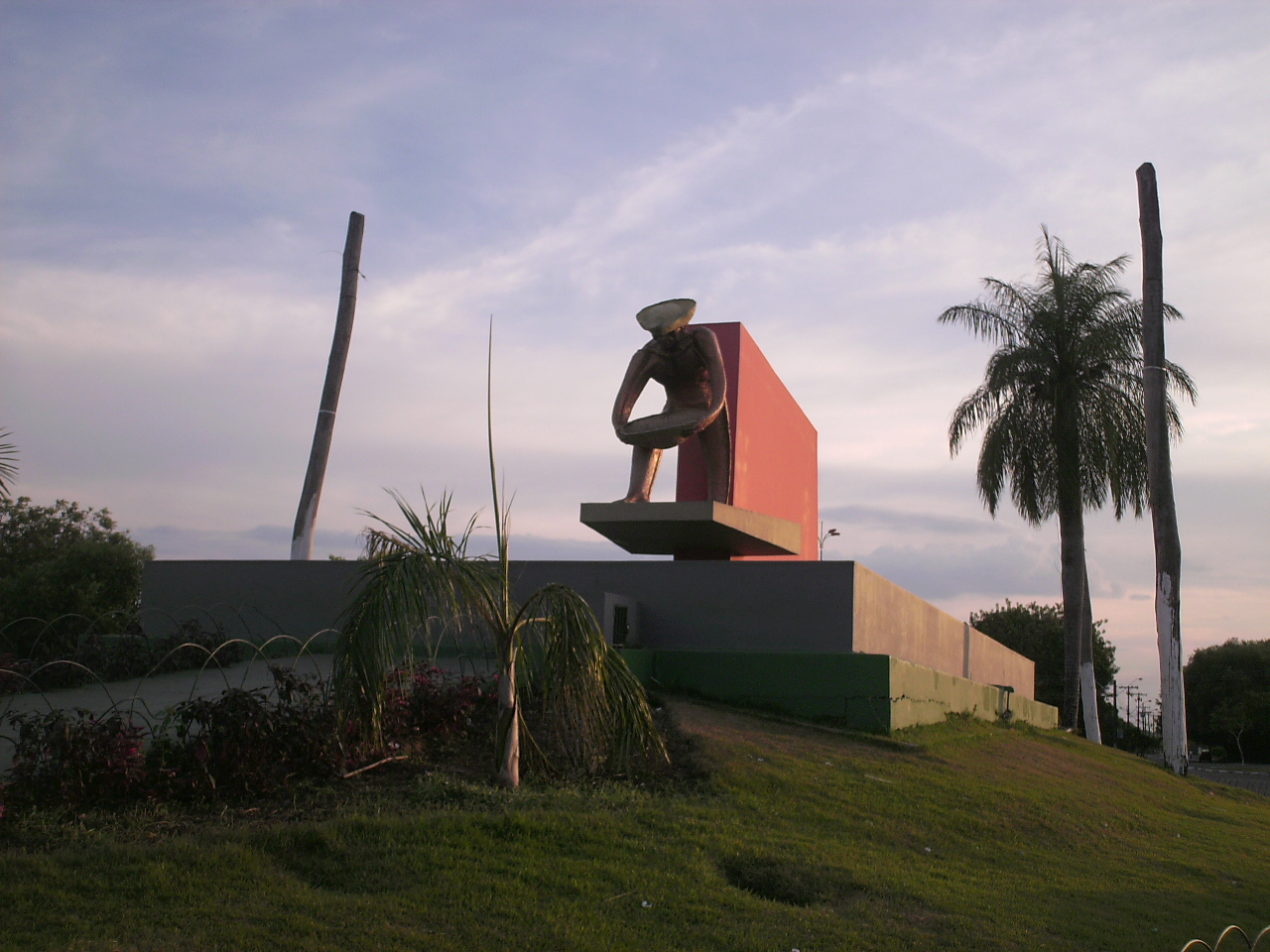
Monumento aos Garimpeiros, construído em sua homenagem

No oeste de Roraima são incontáveis as regiões onde pode-se encontrar ouro. De 1987 a 1991 foram cento e oito pistas clandestinas construídas na região dos Ianomâmi. O garimpo foi, para a região, provavelmente, o mais poderoso atrativo populacional e econômico de sua história, ao passo que foi, sem sombra de dúvidas, o mais destrutivo e nocivo ao meio ambiente entre todos os demais. É sabido, há tempos, do potencial mineral da região (os geólogos afirmam presença em demasia de urânio, tório, cobalto, molibdénio, titânio, tantalita, columbita, cassiterita, ouro e diamante, além de vários outros minérios). A exploração do garimpo iniciou-se na década de 1930, pelo Paraibano Severino Mineiro. As regiões mais antigas e maiores produtoras eram:
| - Serra do Tepequém - Serra do Maturuca - Serra Verde - Vale do rio Cotingo - Vale do rio Quinô | - Igarapé do Suapi - Igarapé do Sapão - Vale do rio Mau - Água Fria |

E foi em meados de 1980 que este mais foi explorado — de forma descontrolada e não sustentável — trazendo aos estados dezenas de milhares de imigrantes vindos sobretudo do Nordeste brasileiro, mas também de estados vizinhos, do Sul e de outros países. O garimpo era feito com máquinas, o que agilizava o trabalho — e a destruição.
Um exemplo do poder destrutivo da garimpagem feita com máquinas é a serra do Tepequém — no município de Amajari, onde há um espaço num rio denominado "funil" por ser este o seu formato, adquirido como conseqüência das explosões realizadas pelos garimpeiros em busca de ouro, diamante e outras pedras preciosas. Até que, alguns anos depois da explosão da garimpagem, foi demarcado o Parque Indígena Ianomâmi, o que fez o serviço praticamente desaparecer da região. O ambiente foi poupado, contudo muitas marcas deixadas pela exploração ainda são visíveis.
Os dados da quantidade de diamantes que já saíram de Roraima é imprecisa, devido a leveza da mercadoria, o que facilita o transporte e a sonegação de impostos.

### A administração do território
O Território Federal do Rio Branco foi oficialmente implantado em 13 de setembro de 1943, mas seu governador só se apresentou em junho de 1944, durante a Segunda Guerra Mundial. Os governadores dos territórios federais eram nomeados pelo presidente da República. Os prefeitos municipais, por sua vez, eram indicados pelo governador do território federal. De uma forma geral, pode-se analisar a história administrativa do estado em três períodos:
Período pré-Regime Militar (1943 a 1964)
No total 15 governadores administravam a região, em média por um tempo curto de 16 meses, o que inviabilizou o crescimento esperado.
1. Capitão Ene Garcez dos Reis (21 meses)
2. Tenente Coronel Félix Valois de Araújo (26 meses)
3. Capitão Clóvis Nova da Costa (13 meses)
4. Dr. Miguel Ximenes de Melo (22 meses)
5. Prof. Jerocílio Gueiros (9 meses)
6. Coronel Belarmino Neves Galvão (6 meses)
7. Sr. Aquilino da Mota Duarte (12 meses)
8. Dr. José Luiz de Araújo Neto (19 meses)
9. Tenente-Coronel Auris Coelho e Silva (6 meses)
10. General-Médico Ademar Soares da Rocha (5 meses)
11. Capitão José Maria Barbosa (35 meses)
12. Sr. Hélio Magalhães de Araújo (26 meses)
13. Dr. Djacir Cavalcanti de Arruda (5 meses)
14. General Clóvis Nova da Costa (segundo mandato) (17 meses)
15. Dr. Francisco de Assis Peixoto Albuquerque (18 meses)

Período da Ditadura Militar (1964 a 1985)
Foram oito governadores durante os 20 anos do Regime Militar.
1. Tenente-Coronel Aviador Dilermando Cunha da Rocha (40 meses)
2. Tenente-Coronel Aviador Hélio da Costa Campos (14 meses)
3. Major QOE/Aeronáutica Walmor Leal Dalcin (10 meses)
4. Tenente-Coronel Aviador Hélio da Costa Campos (segundo mandato) (49 meses)
5. Coronel Aviador Fernando Ramos Pereira (60 meses)
6. Brigadeiro Engenheiro/Aeronáutica Ottomar de Souza Pinto (47 meses)
7. Brigadeiro Aviador Vicente de Magalhães Morais (9 meses)
8. General Arídio Martins de Magalhães (19 meses)

Período pós-Ditadura Militar (redemocratizado) (1985 a 1990)
Durante esse curto período de cinco anos que antecede a transformação do território em estado, o território foi governado por quatro pessoas.
1. Getúlio Alberto de Souza Cruz (28 meses)
2. General Roberto Pinheiro Klein (11 meses)
3. Romero Jucá (18 meses)
4. Rubens Vilar de Carvalho (8 meses)

## BR-174: a ligação das Américas

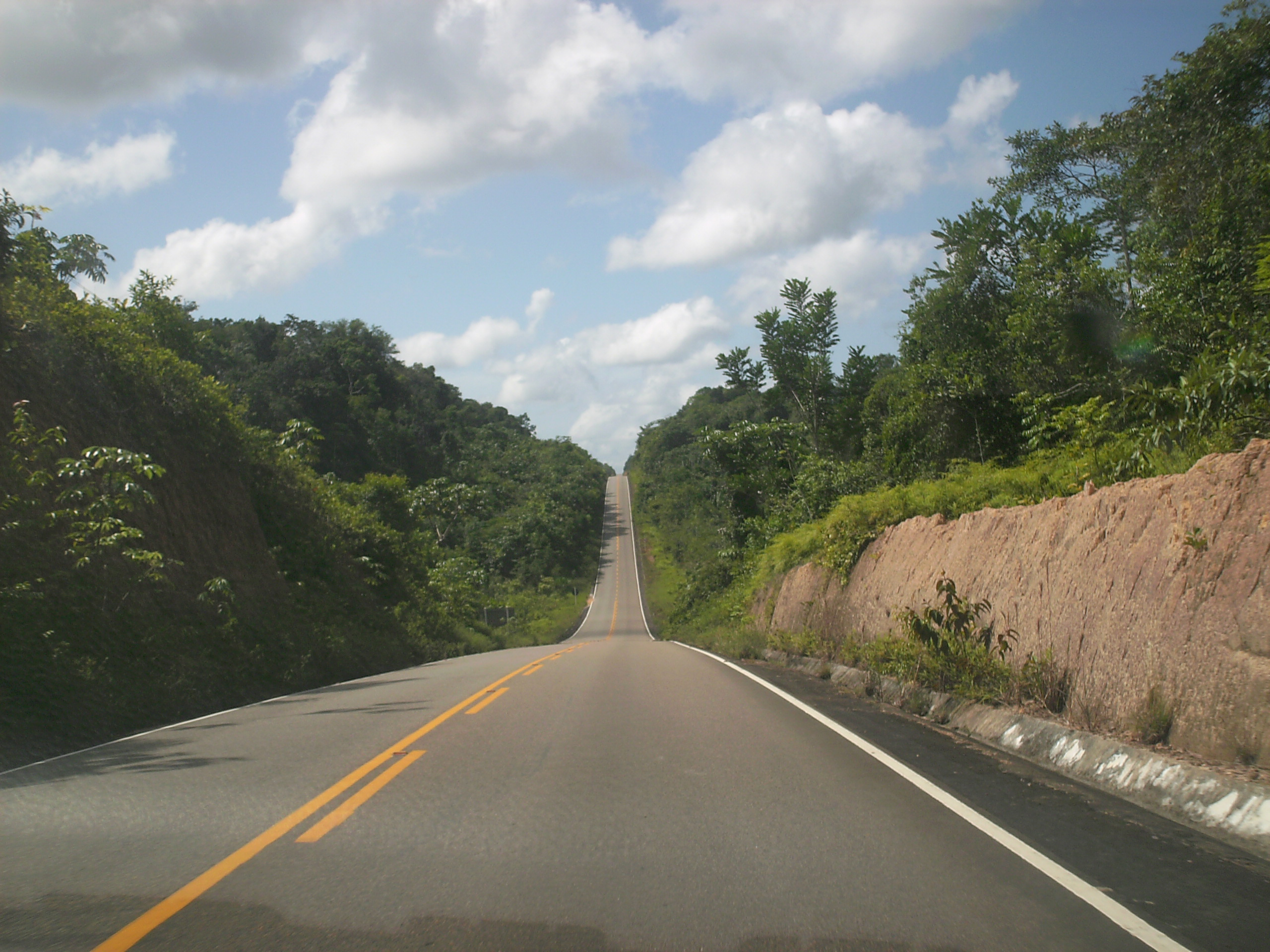
BR-174 atravessa a floresta amazônica: um sonho de séculos, realizado somente recentemente.

Nos fins do século XIX, antes do advento do barco a motor, a comunicação Boa Vista–Manaus dava-se por embarcações movidas a remo, varejão, vela, sirga ou gancho. As viagens duravam três meses. A partir da motorização destes barcos, o mesmo percurso passou a ser completado em apenas cinco ou seis dias — variando conforme o volume das águas do Branco; a ideia de uma ligação rodoviária entre as duas localidades era um grande sonho rio-branquense, atendido em 1893 pelo então governador do Amazonas, Eduardo Gomes Ribeiro ao contratar o fazendeiro do vale do Branco, Sebastião Diniz, para abrir uma vereda de 815 quilômetros por dentro da mata densa. Diniz, junto aos companheiros coronel Manoel Pereira Pinto e o piloto fluvial Terêncio Antonio Lima, cumpriu com o dever e possibilitou uma nova forma de comunicação entre as duas cidades. Findo o governo de Ribeiro, a estrada ficou a deriva e a floresta tratou de reanexá-la ao ecossistema predominante. Em 1927, conforme registros históricos, o guianense Collins reabriu a via de circulação, agora com 868 quilômetros.
Em 18 de setembro de 1975, o jornal manauara "A Crítica" anunciava: Com a passagem do primeiro comboio de viaturas, no próximo dia 22, através da BR-174 (Manaus–Boa Vista), o Brasil estará ligado diretamente ao contexto das Américas. A engenharia militar, pelo 6º BEC [6º Batalhão de Engenharia e Construção, localizado em Boa Vista], está concluindo o último trecho — 6 quilômetros — que falta para o desmatamento, ligando definitivamente as duas frentes de serviço. Assim, no dia 22, o coronel João Tarcizo Cartaxo Arruda sairia da capital rio-branquense rumo à capital amazonense, inaugurando a BR-174 — agora efetivamente uma estrada rodoviária.
A construção desta estrada fora acordada por Brasil e Venezuela, com o objetivo de ligar Caracas a Brasília. A ligação de Boa Vista com o BV-8 (Marco fronteiriço Brasil–Venezuela 8), onde atualmente situa-se a cidade de Pacaraima, já havia sido concluída há dois anos. A inauguração da estrada Manaus–Boa Vista–BV-8 estava prevista para abril de 1976.
Contudo, devido uma tempestade, um grande trecho de 6 quilômetros transformou a estrada florestal num grande pântano, impedindo o tráfego; assim, não foi possível que o coronel Arruda concluísse a viagem, ficando a inauguração da estrada somente para 1976 mesmo.
O asfaltamento da estrada foi iniciado na década de 1980, também pelo 6º BEC. Só se viu a rodovia completamente coberta por aquele tapete de petróleo — um elemento fundamental para superar o trecho de chuvas permanentes em que vive mergulhada a divisa RR/AM — em 1998, durante o governo de Neudo Campos.

### Novo território, novos municípios

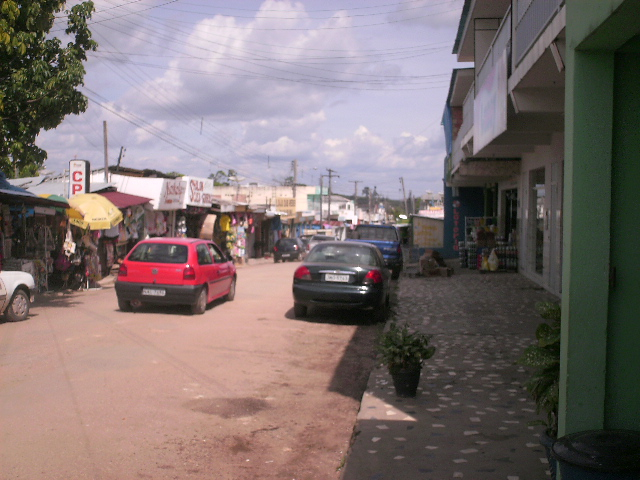
Centro comercial da pequena Pacaraima, na fronteira com a Venezuela.

O Território Federal foi formada pelas terras de município de Boa Vista do Rio Branco, que se tornou a capita, e mais porções dos municípios de Moura e Barcelos, que permaneceram integrados ao estado do Amazonas. O Decreto-Lei de criação do Território (n° 5812) criou, ainda, os municípios de Boa Vista (simplificando o anterior nome da capital, com a exclusão de do Rio Branco) e de Catrimani. Este último nunca chegou a ser implantado de fato e, em 1955, foi extinto por ocasião da criação do município de Caracaraí. No todo, havia sete distritos, quatro em Boa Vista (a sede, Conceição do Mau, Depósito e Uraricoera) e três em Caracaraí (sua própria sede, Santa Maria do Boiaçu e São José do Anauá).
Em 13 de setembro de 1962, na Câmara Federal, o projeto nº 1433, de 18 de janeiro de 1960, do deputado Valério Caldas de Magalhães, que previa a mudança de nome do então Território Federal do Rio Branco para Território Federal de Roraima, transformou-se em Lei. O mesmo havia, em 1945, se oposto à ideia, originada do então governador Ene Garcez; contudo, convencera-se da necessidade de tal metamorfose. A justificativa para o projeto era a coincidência com o nome da capital acreana, o que sempre gerava transtornos — como o envio de cartas ao destino incorreto, e.g. O nome Roraima foi indicado pela opinião pública, que foi ouvida numa consulta promovida por Magalhães. Roraima, vem do Yanomami e significa monte verde" e representa o impávido e imponente Monte Roraima localizado na fronteira tríplice entre Brasil, Venezuela e Guiana, sendo este o ponto culminante da região.
Com um Território mais povoado e desenvolvido, a pleno vapor, em 1982 foi aprovada a Lei N° 7009 de 1 de julho, criando oito novos municípios, três com terras emancipadas de Boa Vista e quatro com terras desmembradas de Caracaraí. Nasciam a partir da área de Boa Vista Alto Alegre, Bonfim e Normandia, e de Caracaraí Mucajaí, São João da Baliza e São Luís (mais conhecido até hoje por São Luís do Anauá).
Alguns anos depois, em (1994, com Roraima já transformada em estado) criaram-se outros dois municípios: Caroebe, com terras desmembradas de São João da Baliza e Iracema, a partir de Mucajaí. No ano seguinte, em 1995, criaram-se os últimos cinco municípios: Amajari e Pacaraima, com terras desmembradas novamente de Boa Vista, Uiramutã, a partir de Normandia, Cantá, com terras de Bonfim, e, por fim, Rorainópolis (a atual segunda maior cidade do estado e de maior crescimento porcentual demográfico anual) diminuindo o terreno de São Luiz (do Anauá). As leis estaduais (de 1994 e 1995) e federais (de 1982), no entanto, pecaram por não citar os distritos que devem fazer parte desses novos municípios.

### 1988: um estado a espera de nascer
Artigo 14 do Ato das Disposições Transitórias da Constituição Brasileira: o antigo Território Federal de Roraima torna-se estado de Roraima. A lei é promulgada em 1988 e o Território Federal passa a ter uma data de criação (13 de setembro de 1943) e de fim (5 de outubro de 1988).
No entanto, foram necessários mais um ano e meio para que a região ganhasse definitiva e democraticamente o direito de ostentar o título de "estado", em 1 de janeiro de 1991, dia em que havia tomado posse, legalmente, o primeiro governador eleito da história do estado. Foi o outrora governador do território federal Brigadeiro Ottomar de Souza Pinto. Ele instalou suas secretarias de estado por meio de medida provisória, foram elas:
Secretarias de Atividades Meio
- Secretaria de Estado da Administração
- Secretaria de Estado da Fazenda
- Secretaria de Estado do Planejamento, Indústria e Comércio

Secretarias de Atividades Fins
- Secretaria de Estado da Educação
- Secretaria de Estado da Saúde
- Secretaria de Estado do Trabalho e Bem Estar Social
- Secretaria de Estado da Agricultura e Abastecimento
- Secretaria de Estado de Obras e Serviços Públicos
- Secretaria de Estado Segurança Pública
- Secretaria de Estado de Interior e Justiça.

Além dos cargos de assessoria: Gabinete Civil, Gabinete Militar e Procuradoria Geral do Estado, e da Vice-Governadoria e da Polícia Militar

### Nascem oLegislativoe oJudiciário

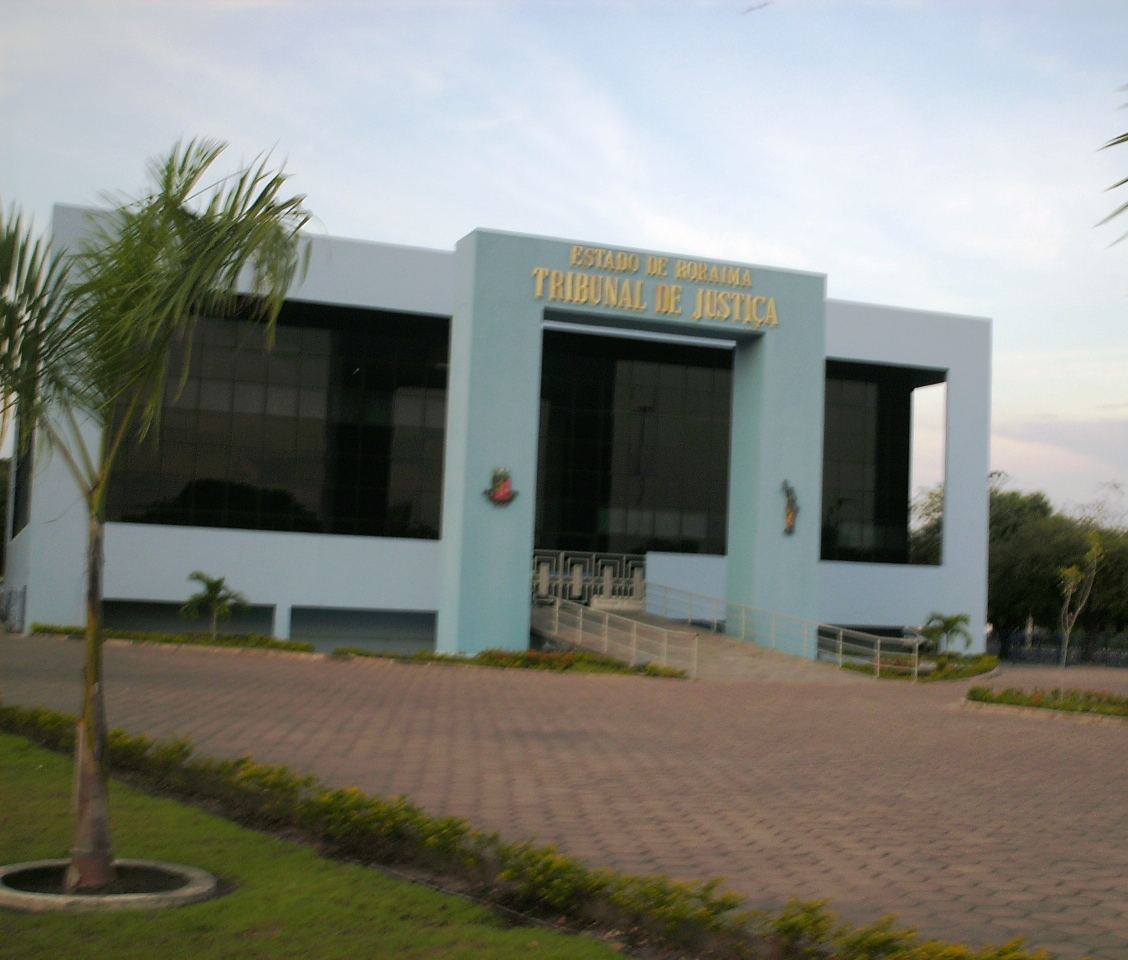
O atual Tribunal de Justiça de Roraima, a sede maior do Poder Judiciário

Para um estado ser democraticamente reconhecido como implantado é necessário que neste funcionem os três poderes. Desta forma iniciou-se a implantação dos mesmos na região. Em 1990 estava eleita a bancada de deputados estaduais da Assembleia Legislativa, totalizando vinte e quatro políticos, tomando posse também no primeiro dia do calendário do ano de 1991. Naquele dia o deputado Flávio Chaves entrava para a história como sendo o primeiro presidente do poder Legislativo roraimense.
As primeiras seções funcionaram com precárias condições de espaço, improvisadas em três saletas sediadas pelo Banco do Estado de Roraima, não houve nenhuma condição de alto aproveitamento por parte dos deputados. No entanto, meses depois a Assembleia foi transferida para o então Tribunal de Justiça (atual Fórum Sobral Pinto), na Praça do Centro Cívico. Mais oito meses de trabalho e mais uma transferência, desta vez definitiva, para o recém-inaugurado Palácio Antônio Martins. Nas eleições de 1994 o engenheiro Neudo Campos é eleito para substituir Ottomar, e assume em 1995. Campos seria re-eleito em 1998.

### 1998: um estado em chamas
Nos meses de fevereiro e março de 1998 Roraima passou por um drama: fogo. A forte estiagem destruiu, segundo cálculos de especialistas, ao menos 30% das florestas e cerrados. Os efeitos mais fortes foram sentidos no norte do estado, atingindo em cheio as colônias de Apiaú, Boqueirão e as Confianças. Foi mobilizado um batalhão com cerca de 2000 bombeiros do Exército, Polícia Militar, Aeronáutica e Corpo de Bombeiros de várias cidades brasileiras e até mesmo do exterior. Jamais foi vista tamanha união inter-estadual para salvar o estado das chamas.
O Governo Federal (na época o presidente da República era o Sr. Fernando Henrique Cardoso) demorou para reconhecer a gravidade do caso, atitude que foi paga com críticas. O Governo Federal liberou R$ 17 milhões e o Governo Estadual, R$ 6,2 milhões. Foram atingidos 33 mil quilômetros quadrados em Roraima. Relatórios afirmaram "que os incêndios começaram nos assentamentos de pequenos agricultores, com queimadas feitas para preparar a terra para novos cultivos".
A fumaça permaneceu sobre Boa Vista e sobre o interior por vários dias, multiplicando os casos de distúrbios respiratórios e infecções oculares. Para evitar que o fato torne a acontecer, "foram criadas Brigadas de Incêndio, constituídas por bombeiros e técnicos que ensinam os agricultores e produtores a preparar a terra para o plantio, de forma a evitar que o fogo se alastre, ainda que eles usem a arcaica prática da queimada para esse fim.

## Século XXI: demarcações e escândalos de corrupção

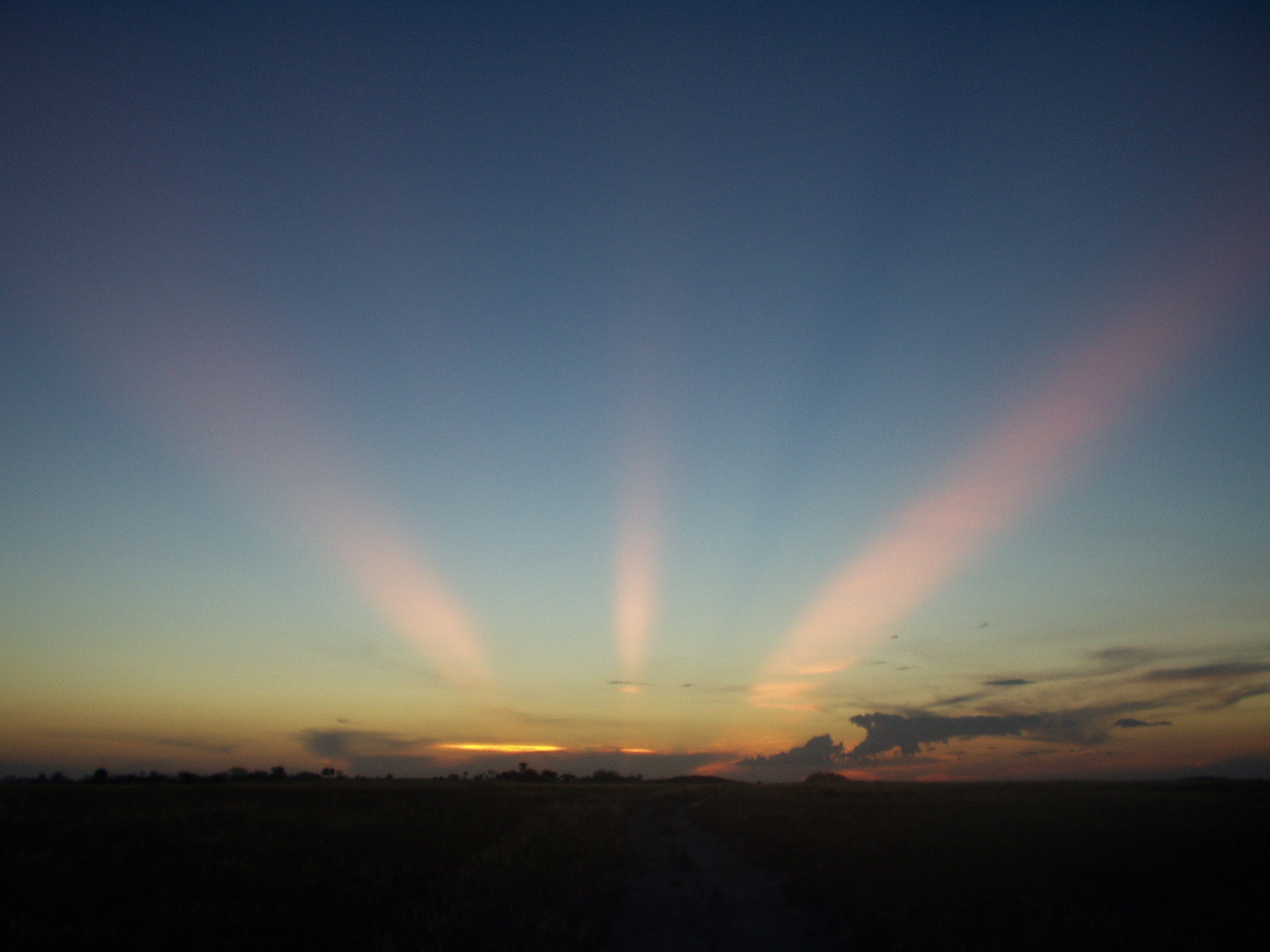
Sol nascente em Tepequém

Raia o Sol no Portal do Milênio, monumento que marcaria o início do segundo milênio (o monumento foi inaugurado na Praça das Águas, um ano antes do começo do novo século). 2001 é o primeiro ano do século XXI e o fluxo migratório permanece nas alturas, incentivado, especula-se, principalmente pelo contrato de pessoas para os serviços públicos sem concurso público, pessoas essas muitas vezes desqualificadas para trabalhar nessas áreas. O governo estadual era o empregador de aproximadamente 30 mil pessoas — o maior.

### Renúncias e eleições
Nos primeiros anos da década de 2000 o governador Neudo Campos renuncia à administração estadual para disputar as eleições para outro cargo, assumindo assim, o seu vice Francisco Flamarion Portela. Flamarion disputou as eleições de 2002, tendo como principal adversário o ex-governador Ottomar Pinto; no primeiro turno Ottomar vence por pequena diferença, insuficiente para evitar o segundo turno. Este acontece e estabelece Flamarion Portela como governador de Roraima.
Assim sendo, Portela teria seis anos de governo, contabilizando 2001 e 2002, até 2006. Nos seus primeiros anos após ser re-eleito estoura um escândalo de corrupção investigado pela Polícia Federal onde vários importantes políticos regionais (em geral deputados) são presos inclusive o ex-governador Neudo Campos. Poucos dias depois foram libertados.

### Os concursos públicos
Mas o que mais manchou o segundo governo de Portela diante da população foi a imposição feita pelo Ministério Público para a realização de concursos públicos, demitindo assim boa parte do quadro de funcionários irregulares do estado. Flamarion cedeu às exigências e tais concursos foram realizados, com os exames desenvolvidos pelo CESPE/UnB.
O número de cargos disponíveis no concurso foi muito inferior à quantidade de empregados do governo, o que gerou, após os concursos, um alto desemprego que se repercutiu no comércio e nos fluxos migratórios. A popularidade de Portela, com esse fato, despencou, ainda que o mesmo não fosse tão culpado pelo fato. E nesse meio-tempo, o ex-governador Ottomar Pinto, estava com um processo judicial na justiça há alguns anos, para cassar o então atual governador que o derrotou nas eleições de 2002. A acusação consistia em crime eleitoral, onde havia evidências de que Portela havia infringido as leis durante o período eleitoral.

### Portela e Pinto, cassação e posse
Em 2004 era cassado Flamarion Portela e seu vice, dando lugar provisoriamente ao presidente da Assembleia Mecias de Jesus. Horas depois desembarcava no Aeroporto Internacional de Boa Vista Ottomar de Souza Pinto, o segundo colocado nas eleições para então ser judicialmente eleito governador do estado pela segunda vez — terceira, se contabilizada a vez em que governou o então Território.
A posse foi realizada no Palácio Senador Hélio Campos, popularmente conhecido como "Palácio do Governo", diante de milhares de pessoas, na Praça do Centro Cívico, próximo ao Monumento dos Garimpeiros. Uma das primeiras promessas de Ottomar ao voltar ao poder foi de "salvar" a saúde que havia se transformado num caos no final do governo de Neudo e no de Flamarion. Embora tenha reformado e ampliado diversos hospitais, multiplicaram-se as denúncias de negligência médica, ao que inquéritos afirmavam o contrário.
Em 2006 foram realizadas novas eleições para o governo, Ottomar reelegeu-se, junto ao seu novo vice José de Anchieta Júnior, com ampla vantagem diante dos demais candidatos — teve 62,4% dos votos totais, o que representa 116.542 eleitores —, mais de 30% a mais que o segundo colocado, o pernambucano ex-governador do Território e ex-Ministro de Lula, Romero Jucá, aniquilando, assim, a possibilidade de segundo turno.
Nos últimos meses daquele ano o Ministério Público Eleitoral acusou o governador Pinto de abuso de poder, pedindo ainda a cassação de seu mandato. Nos primeiros dias do ano seguinte o governador sofria uma nova ação de impugnação, dessa vez promovida pelo Ministério Público Federal de Roraima, também por razões de abuso de poder.
Na manhã de 11 de dezembro de 2007, aos 76 anos, Pinto morreu de infarto em Brasília, onde iria tratar sobre a transferência de terras da União em Roraima horas mais tarde, com o presidente Lula. Com efeito, o vice-governador Anchieta Júnior assume o posto máximo do estado.

### As demarcações indígenas
Roraima é um dos estados com mais áreas demarcadas como indígenas do Brasil, cobrindo 46,37% do território total — 104.018,00 km² — (terras essas que, somadas às terras da União, do Exército e de Preservação Ambiental, faz com que as áreas efetivamente do estado sejam de reles 9,99% — o que explica o porquê de várias personalidades e políticos terem se manifestado contrárias ao extremo com certas demarcações e/ou da forma com que foram demarcadas).
Abaixo temos trechos de uma carta enviada pelos índios Yanomami ao senador Severo Gomes, em 24 de janeiro de 1986, de Boa Vista. O senador estava com o projeto de criação do Parque Yanomami.
"Exmo. Sr. Senador Severo Gomes
Tomamos conhecimento do seu projeto para a criação do Parque Yanomami. Sentimos que o seu projeto é muito bom e importante para nós Yanomami. Assim poderemos viver tranqüilamente (…) sem precisar fazer guerra contra os brancos garimpeiros e fazendeiros.
(…) Sabemos que o governador de Roraima falou mal de seu projeto dizendo que o senhor não conhece a nossa terra. Talvez o senhor não conheça, agora nós conhecemos muito bem. (…) Por isso podemos dizer que seu projeto é muito bom. (…) Nós, índios Yanomami, pedimos ao senhor ajuda para retirar os garimpeiros das áreas invadidas que são o Rio Ericó, Rio Novo, Rio Apiaú em Roraima. Sabemos que a área perto do Pico da Neblina, no Amazonas, também está sendo invadida. A criação do Parque Yanomami é urgente. (…).
Se for necessário podemos ir a Brasília para ajudar. Agradecemos muito seu apoio.
Davi Xiriana Yanomami
Ivanildo Wanaweythey"
- Nota: o realce em amarelo e as marcações em negrito não são originais da carta, foram adicionadas de modo a melhorar a abordagem do assunto.

Como pode-se observar nos trechos destacados, a região que transformou-se posteriormente em Parque indígena (o projeto foi aprovado), era disputada pelos garimpeiros e fazendeiros com os indígenas. Com a demarcação da área houve uma queda na garimpagem o que abalou a frágil economia estadual.

#### Raposa/Serra do Sol
A última área demarcada foi a Raposa/Serra do Sol. Foram vários os protestos promovidos em Boa Vista contra a demarcação de forma contínua (até mesmo boa parte dos indígenas posicionaram-se contra), defendo a demarcação em ilhas. A demarcação em forma contínua deixaria fronteiras nacionais expostas, extinguiria sedes de municípios e vilas além de prejudicar várias fazendas produtoras de grãos.
Foi o que aconteceu. Em abril de 2005, o presidente Lula sancionou a lei que criou a reserva indígena de áreas colossais de forma contínua. Em 2008, com a iminência da retirada da população não índia, iniciaram fortes focos de resistência, com fechamento de estradas, interdição de pontes e ataques a bomba a edifícios; foram encontrados muitos explosivos de fabricação caseira. Em abril, por unanimidade, o Supremo Tribunal Federal (STF) paralisou a operação de desintrusão da Polícia Federal, embora a PF permaneça em solo roraimense.
Os conflitos multiplicam-se, e o clima permanece tenso. Os rizicultores, principal grupo de resistência, vem promovendo diversas manifestações e carreatas por Boa Vista. Já há dezenas de feridos de ambas as frentes.
Aguarda-se para os próximos dias a decisão final do STF que poderá modificar a extensão da reserva e manter os não índios na região.

#### Quadro da partilha do território roraimense
O estado de Roraima é por vezes chamado por políticos locais de estado virtual, visto que a esmagadora maioria de suas terras está legalmente impossibilitada de gerar lucros. Isto deve-se aos grandes terrenos pertencentes ao Instituto Nacional de Colonização e Reforma Agrária (INCRA), à Fundação Nacional do Índio (FUNAI), às Forças Armadas do Brasil e ao Instituto Brasileiro do Meio Ambiente e dos Recursos Naturais Renováveis (IBAMA), pouco sobrando para as necessidades agropecuárias do estado. Abaixo um quadro da partilha da área de Roraima entre estes órgãos.
| Instituição         | Área (km²) | Área (ha)      | % da área do estado |
| ------------------- | ---------- | -------------- | ------------------- |
| Preservação (IBAMA) | 18.879,99  | 1.887.999,011  | 8,42%               |
| Índigenas (FUNAI)   | 104.018,00 | 10.401.800,000 | 46,37%              |
| União (INCRA)       | 76.242,18  | 7.624.218,089  | 33,99%              |
| Forças Armadas      | 2.747,00   | 274.700,000    | 1,22%               |
| Estado (RR)         | 22.411,80  | 2.241.180,000  | 9,99%               |
| Total               | 224.298,97 | 2.241.180,000  | 100%                |

#### Quadro de reservas indígenas
| Nome                | Tamanho (ha) |
| ------------------- | ------------ |
| Ananás              | 1.769        |
| Aningal             | 7.627        |
| Anta                | 2.550        |
| Barata/Livramento   | 18.830       |
| Boqueirão           | 13.950       |
| Canuanim            | 6.324        |
| Ianomami            | 9.419.108    |
| Jabuti              | 8.000        |
| Jacamim             | 107.000      |
| Malacacheta         | 16.150       |
| Mangueira           | 4.033        |
| Manoá/Pium          | 43.330       |
| Ouro                | 13.572       |
| Pium                | 3.810        |
| Ponta da Serra      | 15.597       |
| Raimundão           | 4.300        |
| Raposa/Serra do Sol | 1.747.464    |
| Recanto da Saudade  | 13.750       |
| Santa Inês          | 29.698       |
| São Marcos          | 624.110      |
| Wai-Wai             | 330.000      |
| Waimiri/Atoari      | 514.000      |
| Xununumetamu        | 48.750       |
| Total               | 12.783.338   |

## Aspectos ao longo da História

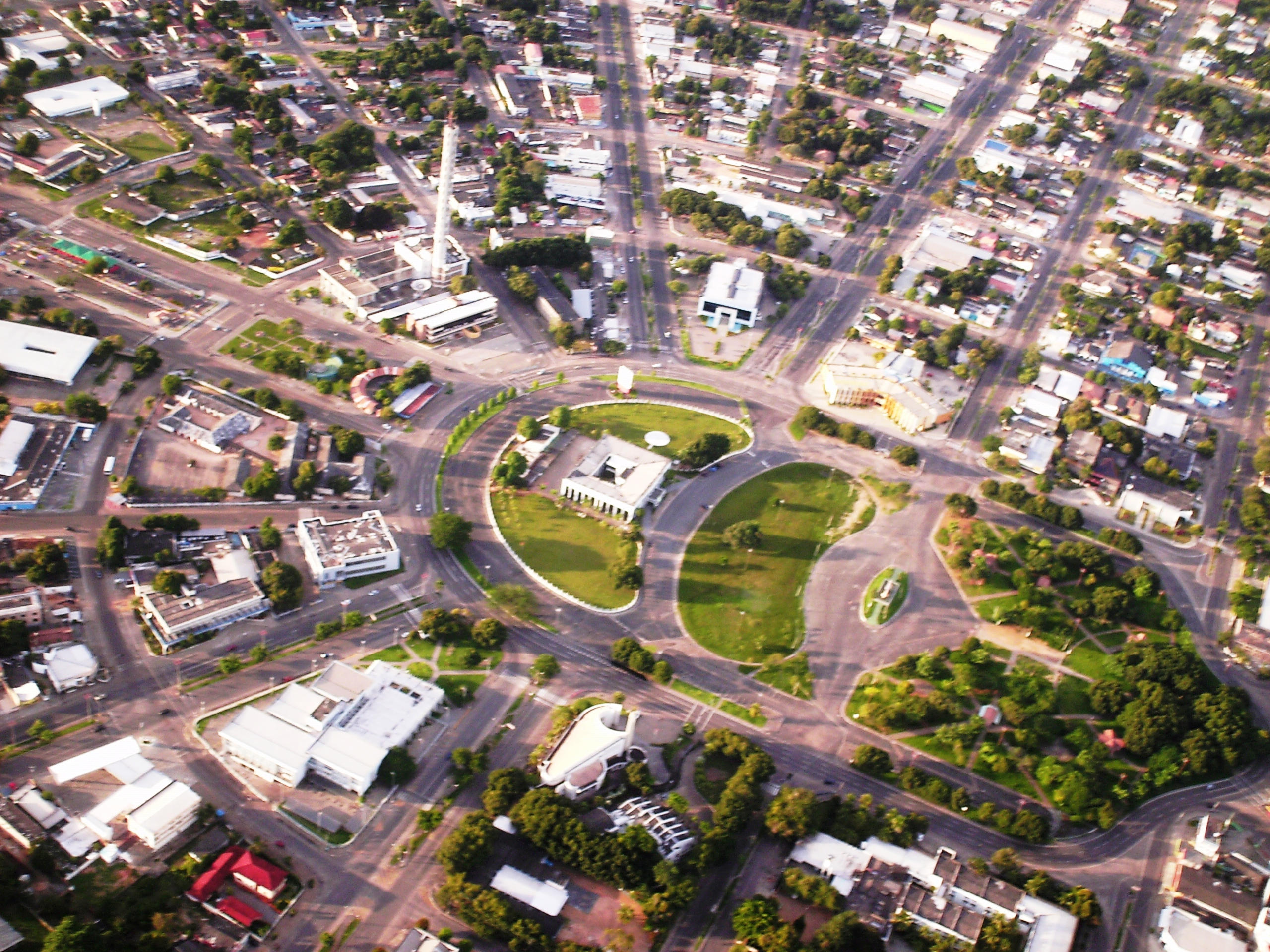
A moderna Boa Vista do século XXI, uma das cidades que mais cresce na Região Norte.

Como pôde-se observar ao longo da tri-centenária história de Roraima, vários aspectos mudaram radicalmente — a imigração, por exemplo, que começou praticamente nula, até alcançar picos altíssimos visíveis durante a década de 1980 e 2000 —, e em outros mal viu-se mudança — a economia, embora hoje seja baseada em serviços, continua bastante dependente de setores primários como a pecuária e agricultura.
Estes vários aspectos serão aqui abordados de forma independente, a partir de Francisco Ferreira até os tempos atuais. São eles:
- Cultura
- Economia
- Educação
- Demografia e população
  - Migração
- Saúde
- Turismo

### Cultura

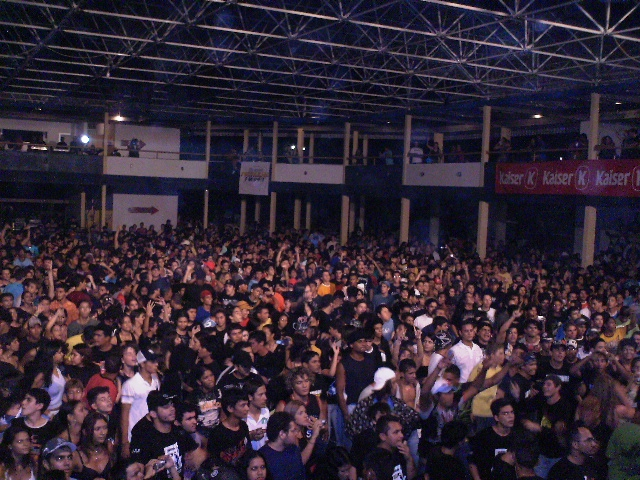
Concerto musical de rock em Boa Vista.

Antes do descobrimento a cultura em Roraima era composta somente pela indígena. Com a chegada dos portugueses, suas tradições e costumes começaram a ser germinadas na região. Mais tarde, com a chegada do missionário protestante inglês Thomas Yound, começaram a ser ensinados a religião e alguns costumes britânicos. Decênios depois, com a chegada de nordestinos e sulistas à região com o crescimento econômico e a criação de Boa Vista, a cultura roraimense tornou-se uma mesclagem da cultura de diversos pontos do país e dos indígenas. O forró, por exemplo, começou a se solidificar como um dos mais ouvidos ritmos da região naquela época.
Atualmente, com a chegada de imigrantes de todos os estados, atraídos pelos concursos públicos, de imigrantes vindos do exterior (especialmente Guiana e Venezuela, mas também com fatias consideráveis de Colômbia e Bolívia) fica complicado definir culturalmente o estado de Roraima, por não parecer haver um padrão. Embora tenha havido um crescimento nos concertos de Música Popular Brasileira e de rock, o som mais predominante continua a ser o forró; no artesanato, porém, a inspiração continua a ser indígena.

### Economia
Consideraremos aqui que Roraima começou a ter uma economia a partir do fim do século XVIII com a criação de gado, cujo pioneiro foi o comandante Manuel da Gama Lobo D'Almada. Ele introduziu o gado bovino e eqüino em 1789. Como se viu, o gado era criado de forma livre, muitas vezes sendo alguns animais capturados, estes dariam início a novas fazendas. As primeiras criações da História estavam nas fazendas de São Bento, São José e São Marcos, respectivamente.
A fundação de Boa Vista do Rio Branco, a 9 de julho de 1890, foi um incentivo ao crescimento social, econômico e populacional. Mas o melhor incentivo à economia só viria anos mais tarde com a construção da picada que ligava Boa Vista à Manaus.
Atualmente o estado é o que menos contribui para o Produto Interno Bruto nacional, respondendo a uma fatia de 0,2%. Apesar disso, a economia estadual tem conquistado os maiores índices de crescimento entre as demais unidades federativas.
O PIB mantém-se do setor de serviços, responsável por 87,4% do mesmo. No modesto distrito industrial da capital funcionam especialmente fábricas de sabão, concreto, refrigerantes, siderurgia e madeira — a madeira é o principal produto de exportação, responsável por 76% dos 7 milhões de dólares americanos arrecadados.

### Educação

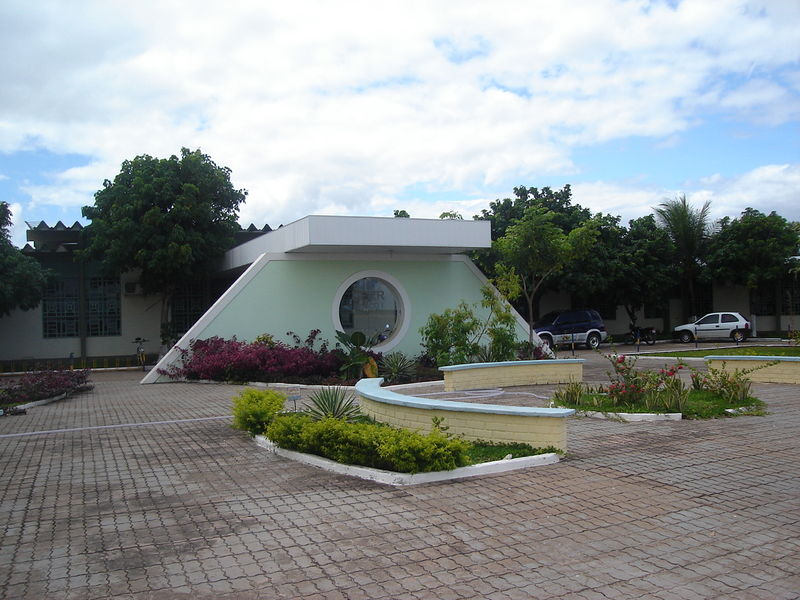
Fotografia frontal do bloco I da Universidade Federal

A educação em Roraima iniciou-se entre os indígenas, onde os mais antigos e experientes ensinavam aos jovens a língua, os costumes e as tradições tribais. Essa herança cultural permanece até hoje no estado, embora não exclusivamente e estando perdendo espaço já que civis das cidades têm sido enviados pelos governos Estadual e Federal para dar-lhes ensino — fato semelhante também ocorre na área da saúde.
Voltando aos tempos antigos, podemos destacar a chegada do missionário evangélico Thomas Yound, que deu aos indígenas educação religiosa, catequizando-os. Foi expulso de território nacional tempos depois.
Em 1943, com a criação do Território Federal do Rio Branco, multiplicaram-se as escolas públicas sendo elas municipais ou estaduais. Têm-se como exemplo a construção de vários grupos escolares e a instalação de cursos de preparação para os professores.
A partir da década de 1990, com a implantação do Estado, foi criada a Secretária de Estado da Educação, que ajudou na melhoria do ensino e na infra-estrutura dos colégios. Um exemplo da boa infra-estrutura é que em meados do ano 2000 o Estado teve o mérito de possuir escolas com as melhores estruturas do país.
Voltando à década de 1980, foi inaugurada a Universidade Federal de Roraima (a UFRR).
Em 1987 é inaugurada a Escola Técnica Federal de Roraima, no que era a periferia de Boa Vista — bairro Pricumã, que prosperou rapidamente após a criação do centro —, que tornar-se-ia Centro Federal de Educação Tecnológica.
Em 1997 foi criada a primeira escola pública de educação básica federal do estado, pertencente à UFRR que, depois, tornou-se estadual ganhando uma ampla estrutura e os ensinos fundamental e médio, a escola de Aplicação. Há alguns anos tornou a ser parte da Universidade Federal e em 2005 tornou-se, efetivamente um dos vários Centros de Educação (CEDUC) do país.
Em 2006 é inaugurada a primeira Universidade Estadual, a Universidade Estadual de Roraima (UERR) e também a primeira Universidade Virtual, a Universidade Virtual de Roraima, administrada pelo Governo Estadual. Existem ainda várias grandes Universidades privadas, especialmente na capital.

### Demografia e população

#### Correntes migratórias
A partir da metade do século XX, iniciou-se um processo de crescimento nas correntes migratórias destinadas ao rio Branco. O crescimento populacional foi baixo até à década de 1970. Todavia, estimulados por diversos fatores, os números deram largos saltos nas décadas seguintes como pode ser observado no gráfico abaixo.
Dentre os fatores para este crescimento destacam-se:
- A abertura da BR-174 (Manaus—Boa Vista—Pacaraima);
- Campanha desenvolvida pelo governo do então Território Federal de Roraima;
  - Essa campanha incluiu a abertura do garimpo.

Antes da abertura da BR-174, a única comunicação exitente entre as capitais roraimense e amazonense era feita apenas por meio do rio Branco (que só é navegável plenamente por 3 ou 4 meses no ano). As origens destas correntes é bastante diferenciada, com destaque para a região Nordeste. O quadro abaixo mostra o estado de origem dos migrantes:
| Estado de origem    | Percentual |
| ------------------- | ---------- |
| Amazonas            | 35,20%     |
| Maranhão            | 27,39%     |
| Ceará               | 13,95%     |
| Pará                | 6,61%      |
| Piauí               | 3,74%      |
| Rio Grande do Sul   | 2,93%      |
| Rio Grande do Norte | 2,91%      |
| Paraná              | 1,81%      |
| Outros              | 15,46%     |